# لیکویی تاج‌بلوطی
لیکویی تاج‌بلوطی (نام علمی: Pomatostomus ruficeps) نام یک گونه از تیره لیکویان استرالزی است.